# Fusillade de Baton Rouge
La fusillade de Baton Rouge est une attaque perpétrée contre des policiers le 17 juillet 2016 à Baton Rouge dans l’État américain de Louisiane. Trois policiers sont tués et trois autres blessés par le militant afro-américain Gavin Eugene Long, qui est lui-même abattu après quatorze minutes d’échanges de tirs avec la police. Ce crime s’inscrit dans un contexte de violence intense entre la communauté noire et la police aux États-Unis à la suite de la mort de deux jeunes noirs tués par la police dans deux incidents distincts, suivi de l’assassinat en représailles de cinq policiers à Dallas.

## Contexte
Les semaines précédent la fusillade sont marquées par des violences entre la police et la communauté noire. Le 5 juillet 2016, deux policiers blancs abattent Alton Sterling, un homme noir, à Baton Rouge. Le lendemain, un autre jeune homme noir est tué dans des conditions similaires par la police dans le Minnesota. Ces morts entraînent aux États-Unis des manifestations contre les violences policières. Au cours de l’une de ces manifestation ayant lieu à Dallas le 7 juillet, le militant noir Micah Johnson tire sur la police, tuant cinq agents et en blessant neuf autres, ainsi que deux passants,.

## Déroulement

### Auteur des faits
Gavin Eugene Long est un noir américain né le 17 juillet 1987 vivant à Kansas City, dans le Missouri. Long entre dans l’United States Marine Corps en août 2005 où il sert en tant que spécialiste des réseaux de données. Il est déployé en Irak de juin 2008 à janvier 2009, mais d’où il revient changé d’après sa mère. Lui-même déclare par la suite souffrir d’un syndrome post-traumatique et quitte l’armée l’année suivant son retour. Long s’est marié en 2009, mais le couple divorce en 2011 sans avoir eu d’enfant. De même, sa tentative d’étudier le commerce à l’université de l'Alabama est un échec et il abandonne après le premier semestre,. Malgré ces difficultés, le comportement de Long est bon dans l’ensemble : il n’a au moment des faits aucun casier judiciaire et a par ailleurs reçu une médaille pour bonne conduite lors de son séjour en Irak,.
En 2015, Long voyage longuement en Afrique, où il passe en Éthiopie, Ouganda, Kenya et Égypte. Ce voyage s’inscrit dans un intérêt plus large pour ses origines et la cause noire. Il publie notamment sur internet sous le pseudonyme de Cosmo Setepenra de nombreux écrits, photographies et vidéos dans lesquels il dénonce le tort fait à « son peuple ». Il estime néanmoins lui-même ne pas être influencé par les groupes extrémistes promouvant l’identité noire et le mouvement des citoyens souverains, comme la Nation Washitaw. Pourtant, dans la droite ligne de ces mouvements complotistes, il pense faire l’objet d’une surveillance intense de la part du gouvernement et être persécuté par l’État.
Le jour de la fusillade de Dallas, Long recherche sur internet des informations sur les policiers impliqués dans la mort d’Alton Sterling. Il se rend également dans les jours suivant à Dallas et à Baton Rouge, où il prêche dans la rue sur l’inutilité des manifestations et la nécessité de tuer des policiers pour se faire entendre.

### Attaque
Dans la matinée du 17 juillet 2016, Long écrit une lettre de suicide dans laquelle il affirme devoir tuer des policiers, qu’ils soient bons ou mauvais, afin de mettre fin aux violences policières contre les noirs. La majeure partie de cette lettre est plagiée sur le manifeste de Christopher Dorner. Il a auparavant pris de la méthamphétamine et de l’alcool. Long loue une voiture et se rend au 9600 Airline Highway à Baton Rouge, en Louisiane, où il se gare à proximité d’un magasin de produits de beauté. Il est vêtu de noir, porte un masque de ski et emporte avec lui un fusil semi-automatique Stag Arms, un pistolet semi-automatique Springfield XD-9 et surtout un fusil d’assaut IWI Tavor chargé avec des cartouches de 5,56 × 45 mm OTAN perforantes en mesure de traverser les gilets pare-balles.
Une fois sur le parking, Long sort armé de son véhicule et inspecte une voiture de police vide garée à proximité. Des témoins appellent les secours pour signaler la présence d’un homme armé et trois agents sont envoyés sur les lieux, mais à leur arrivée Long est reparti. Alors que les policiers inspectent les lieux, Long fait demi-tour et se gare un peu plus loin, à proximité d’un magasin de fitness. Prenant ses armes, à l’exception du fusil Stag Arms qu’il laisse dans la voiture, il se dirige à pieds vers le magasin de produits de beauté, puis ouvre le feu sur les policiers avec son Tavor. Une fusillade s’ensuit avec la police, pendant laquelle Long tire au moins quarante-trois cartouches. Après quatorze minutes, Long est abattu par le SWAT.

## Victimes
Trois policiers sont tués : deux d'entre eux font partie de la police municipale de Baton Rouge (Baton Rouge Police Department). Le troisième est adjoint au shérif de la paroisse de Bâton-Rouge Est. Trois autres fonctionnaires sont blessés, dont un dans un état grave.

## Conséquences et réactions
Le président Barack Obama a condamné la fusillade dans un communiqué et a ajouté que « ce sont des attaques contre les fonctionnaires, sur l'État de droit, et sur la société civilisée, et [elles] doivent cesser ».
Le gouverneur de Louisiane, John Bel Edwards a publié une déclaration après la fusillade : « C'est une attaque indicible et injustifiée sur nous tous, à un moment où nous avons besoin d'une unité et d'une guérison ».
La diffusion de la série Shooter, prévue le 19 juillet, est repoussée à l'automne.